# U.S. Men's Clay Court Championships 2003
L'U.S. Men's Clay Court Championships 2003 è stato un torneo di tennis giocato sulla terra rossa. È stata la 93ª edizione del U.S. Men's Clay Court Championships, che fa parte della categoria International Series nell'ambito dell'ATP Tour 2003. Si è giocato al Westside Tennis Club di Houston in Texas negli Stati Uniti dal 21 al 28 aprile 2003.

## Campioni

### Singolare
Andre Agassi ha battuto in finale  Andy Roddick con il punteggio di 3–6, 6–3, 6–4.

### Doppio
Mark Knowles /  Daniel Nestor hanno battuto in finale  Jan-Michael Gambill /  Graydon Oliver con il punteggio di 6–4, 6–3.